# Pheidologeton varius
Pheidologeton varius är en myrart som beskrevs av Santschi 1920. Pheidologeton varius ingår i släktet Pheidologeton och familjen myror. Inga underarter finns listade i Catalogue of Life.